# Chélicère

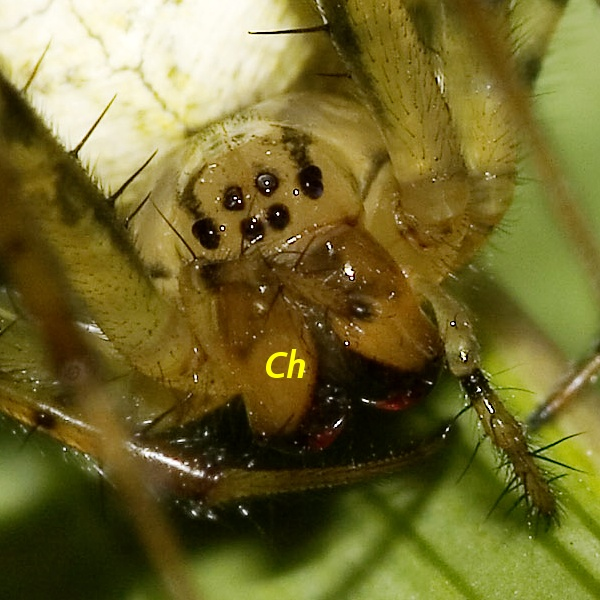
Chélicères (chelicerae) d'une araignée du genre Metellina.

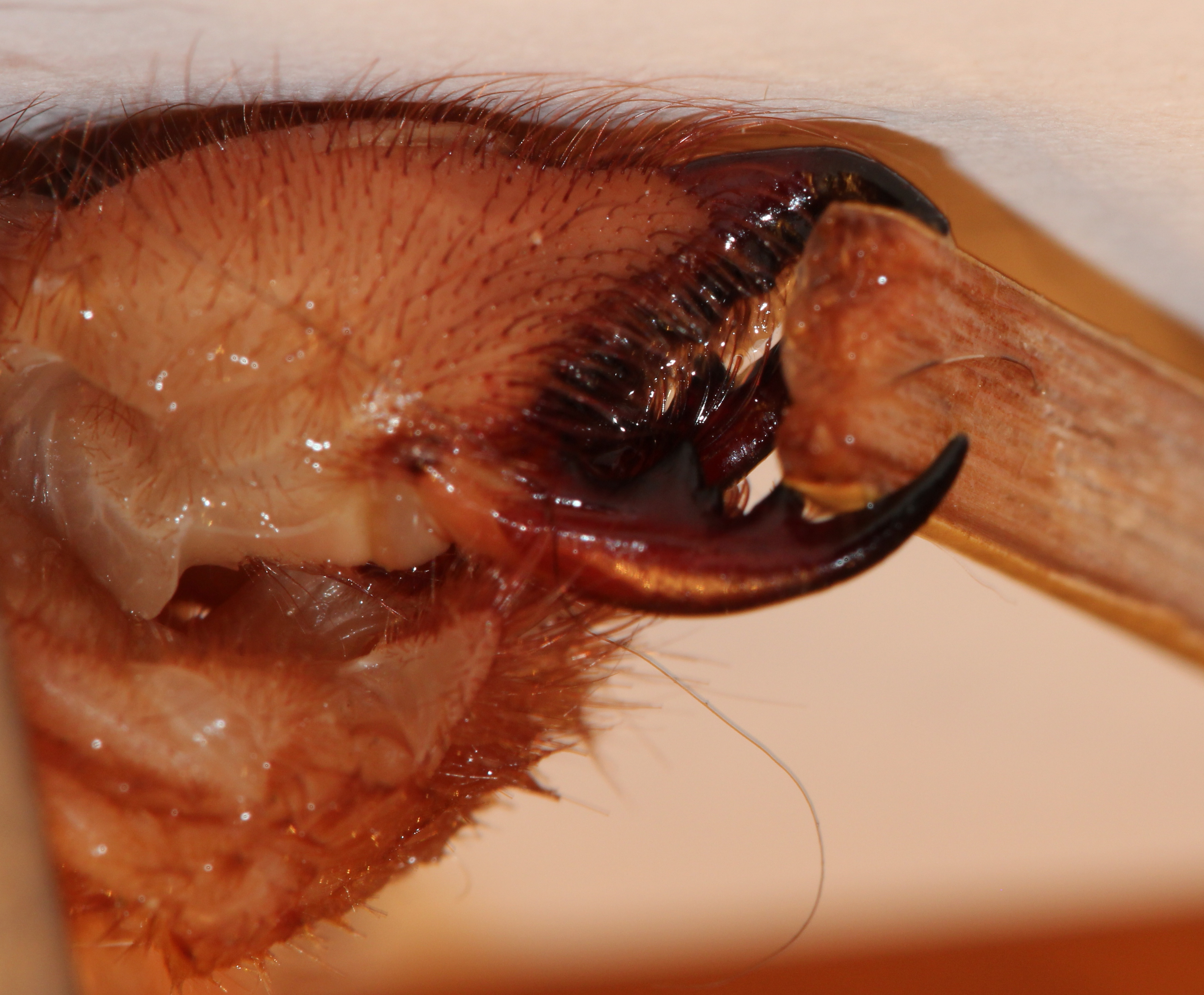
Chélicères-ciseaux d'un arachnide de l'ordre des Solifugae (vue latérale).

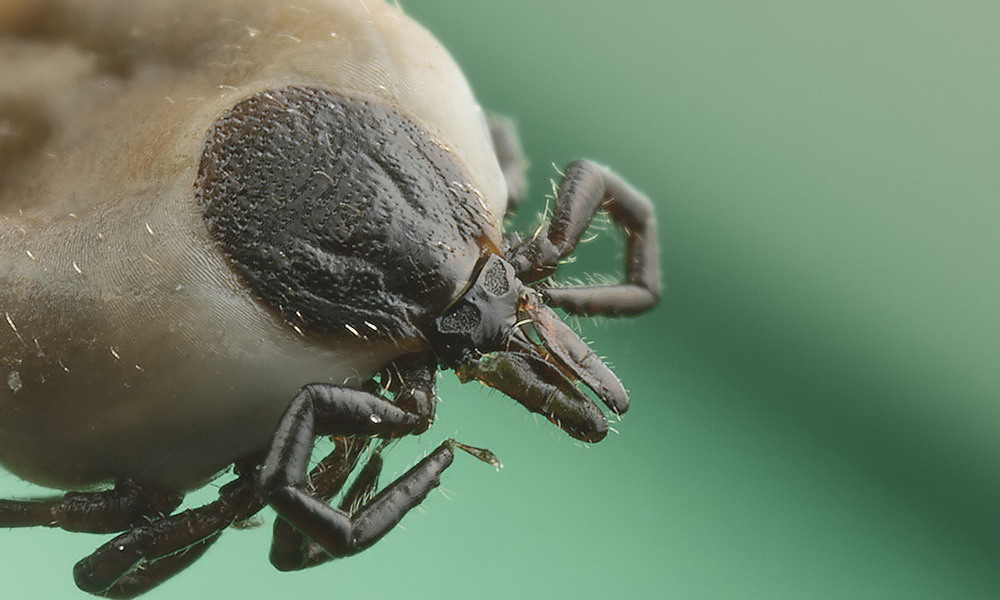
Chélicères de la tique Ixodes ricinus.

La chélicère (prononcer /ke.li.sɛʁ/) est un appendice pair caractéristique des chélicérates, super-classe comprenant les arachnides, les mérostomes (limules) et les pycnogonides. Le mot est formé à partir des mots grecs χηλή (khêlê), « pince » et κέρας (kêras), « corne ».
Proches de la bouche, les chélicères se terminent par des crochets ou des pinces. Elles ne doivent pas être confondues avec les pédipalpes, une paire de membres également fixés sur la tête, qui peuvent ressembler à des « pinces » souples et servent à palper.

## Forme et anatomie

3 types de chélicères : crochet (A), pince (B), tri-segmentée (C).

Selon les espèces, la chélicère prend la forme d'un crochet ou d'une pince, et présente une grande variété de taille, de forme, de couleur et de texture. Ces éléments anatomiques font partie des critères de classification de certaines espèces, chez les scorpions par exemple.
Chez les arachnides, la partie basale de la chélicère comprend tout ou partie de la glande à venin (qui exprime du venin quand elle est pressée par la gaine musculaire qui l'entoure).
Les chélicères sont entièrement commandées par le cerveau, ce qui permet à l'araignée d'injecter une dose de venin adaptée à la taille de sa proie, ou de mordre à sec le cas échéant. Certaines espèces de la famille des Scytodidae peuvent aussi cracher une soie venimeuse : mécanisme à la fois de chasse et de défense.

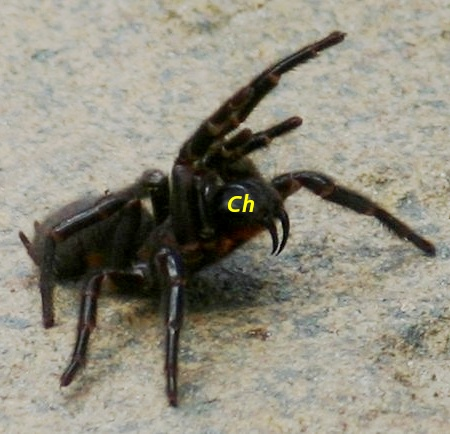
La mygalomorphe Atrax robustus en posture d'intimidation ; ses puissantes chélicères sont bien adaptées à l'attaque et à la traction.
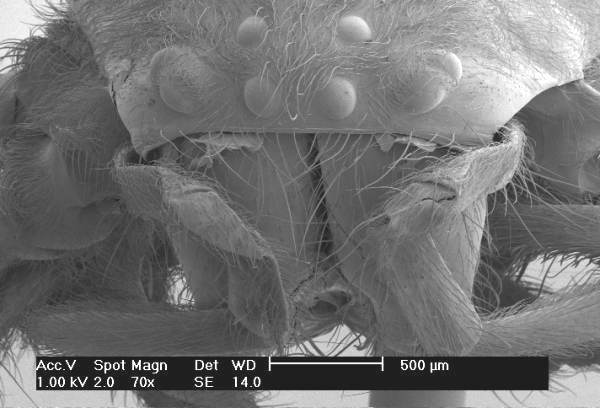
Chélicères d'une araignée-loup (famille des Lycosidae), à demi-dissimulées derrière ses pédipalpes.
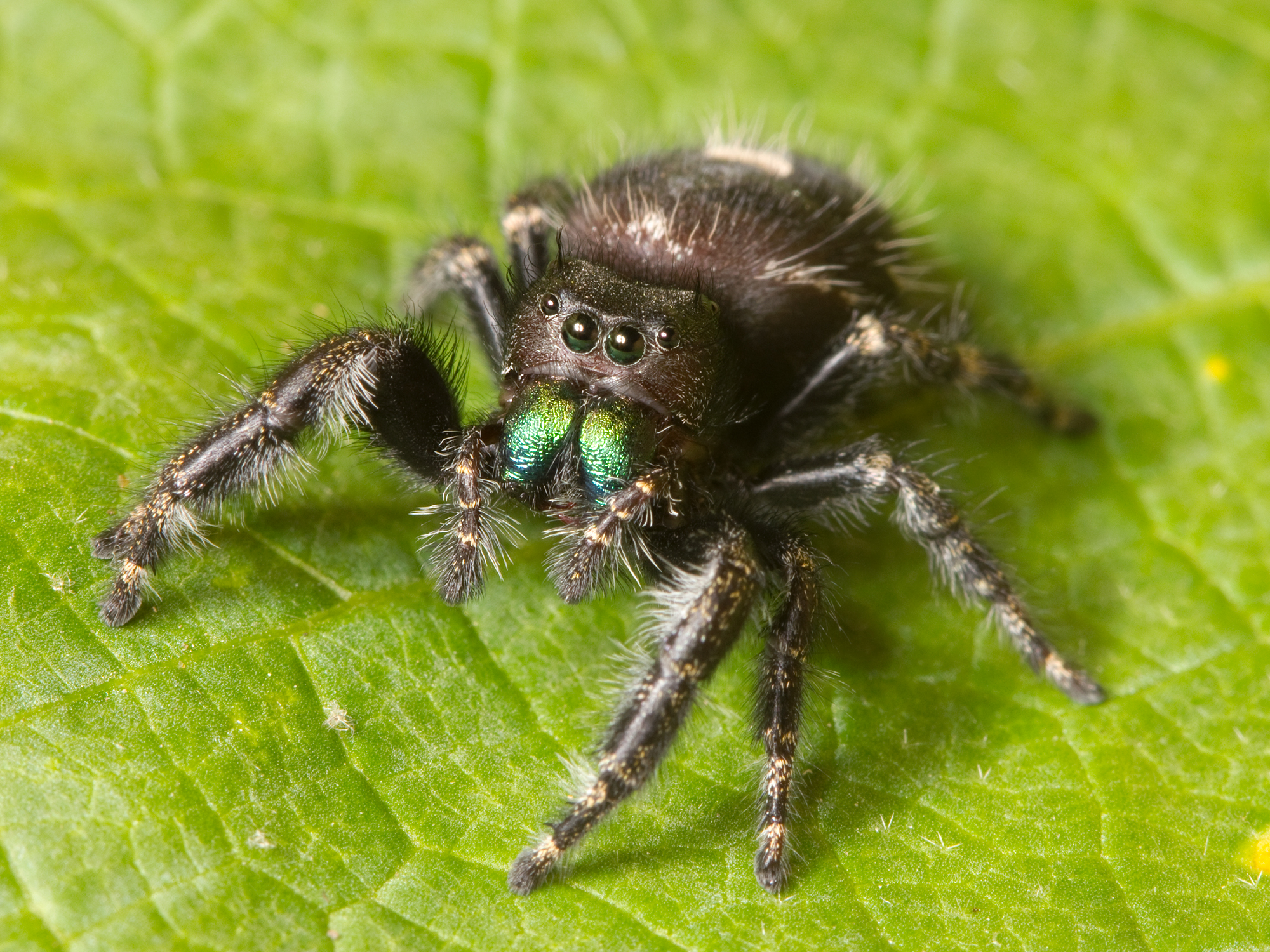
L'araignée sauteuse Phidippus audax présente des chélicères aux reflets métalliques. Ses pédipalpes sont aussi visibles.
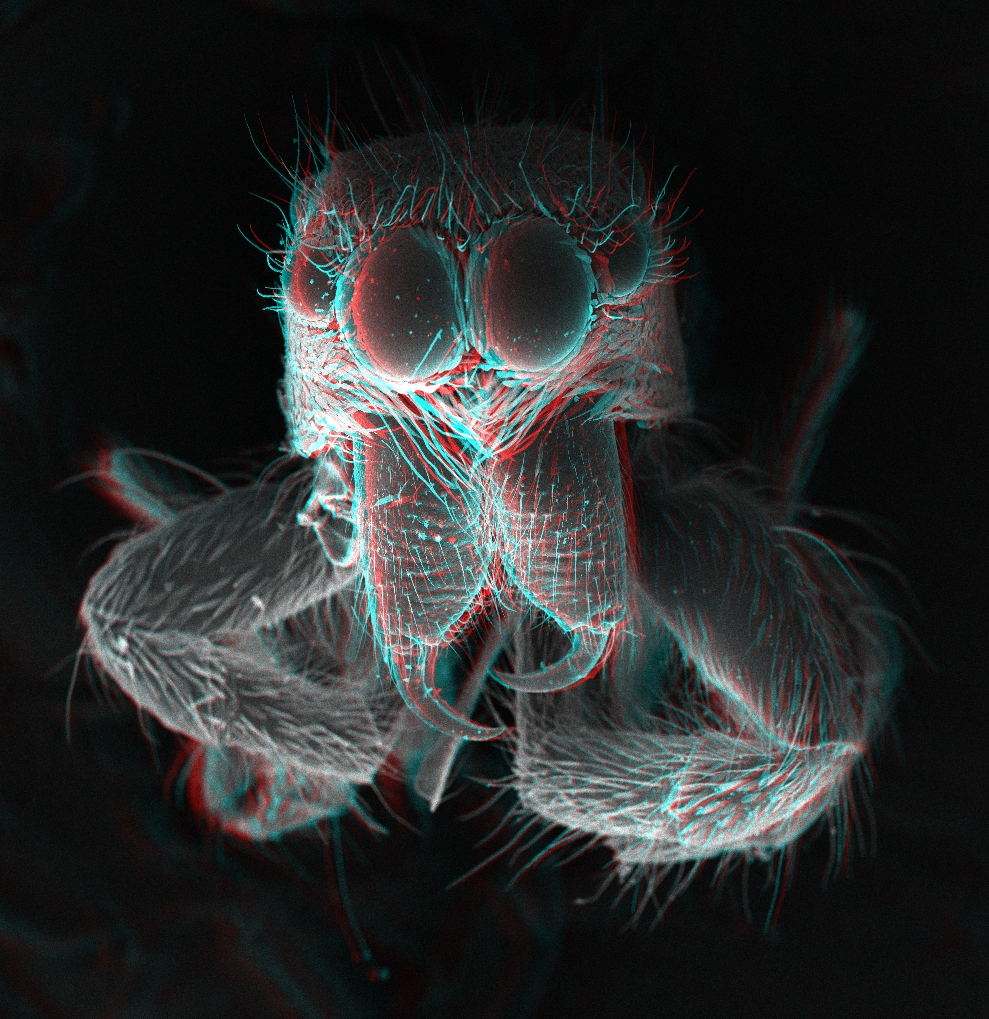
Vue 3D des chélicères d'une araignée sauteuse après retrait des pédipalpes qui les cachaient en partie.

## Embryologie
Les chélicères sont constituées d'un segment de base qui s'articule avec le céphalothorax et d'une partie formant les crocs qui s'articule avec le segment de base.
Lors du développement embryonnaire, la chélicère d'abord placée derrière l'ouverture buccale devient peu à peu un appendice pair au fur et à mesure de l'évolution des membres alentour.

## Fonctions

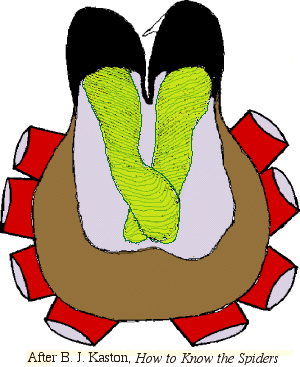
Chélicères d'araignée (en noir), surface du céphalothorax (en brun), attaches des pattes (rougeâtre) et glandes à venin (en vert) entourées de tissu musculaire (en gris). Le croc de la chélicère de droite est représenté dans l'espace entre les deux chélicères.

La chélicère est un véritable « membre-outil » chez les arachnides, pour lesquelles mordre et traîner des proies sont des actions courantes réalisées grâce à leurs chélicères.
Il s'agit dans la très grande majorité des cas d'un organe venimeux. Hormis pour la famille des Uloboridae, toutes les araignées connues ont des glandes à venin, situées dans les deux segments de la chélicère, et s'étendant chez la plupart des araignées jusque dans le céphalothorax.
L'araignée injecte son venin par deux canaux à venin qui aboutissent aux deux ouvertures situées à l'extrémité des crochets effilés quand elle mord sa proie ou se défend.
Les femelles de certaines espèces d'araignées transportent leur cocon ovigère avec leurs chélicères